# 1741
1741 (MDCCXLI) a fost un an obișnuit al calendarului gregorian, care a început într-o zi de sâmbătă.

## Nașteri
- 13 martie: Iosif al II-lea de Habsburg, împărat roman (1765-1790), (d. 1790)
- 14 aprilie: Împăratul Momozono al Japoniei (d. 1762)

## Decese
- 28 iulie: Antonio Vivaldi (Antonio Lucio Vivaldi), 63 ani, compozitor italian (n. 1678)
- 24 noiembrie: Ulrica Eleonora a Suediei, 53 ani, regină a Suediei (n. 1688)